# Absolutamente fabulosas
Absolutely Fabulous, también conocido como Ab Fab, es una serie de televisión de BBC creada, escrita y protagonizada por Jennifer Saunders. Está basado en un boceto creado por Saunders y Dawn French, French & Saunders, creado en 1990.
La serie incluye a Saunders como Edina Monsoon, una relacionista pública consumidora excesiva de alcohol y drogas que pasa su vida persiguiendo las modas extrañas en un intento desesperado por permanecer joven y "hip". Edina se unió en su búsqueda por la editora de una revista Patsy Stone (interpretada por Joanna Lumley), su mejor amiga y facilitadora, cuyo abuso de drogas, el consumo de alcohol y la promiscuidad eclipsa el comportamiento autodestructivo comparativamente leve de Edina. A pesar de ser una mujer con una carrera, dos veces divorciada de mediana edad, Edina depende del apoyo de su hija Saffron (Julia Sawalha), una alumna de escuela secundaria (y la estudiante universitaria más adelantada) cuyo constante cuidado de su madre le ha dejado un cinismo amargo. La serie también cuenta con la actuación de June Whitfield y Jane Horrocks.
Absolutely Fabulous regresó para tres episodios especiales los cuales fueron originalmente programados el 25 de diciembre de 2011, el 1 de enero de 2012 y el 23 de julio de 2012 para marcar el aniversario n.º 20 de la serie.
El episodio transmitido el 23 de julio de 2012 contó con los Juegos Olímpicos de Londres que se celebran esa misma semana.

## Producción
El programa ha tenido una transmisión extensa y esporádica. Las primeras tres temporadas se emitieron entre 1992 y 1995, seguido por un final de serie en forma de dos películas para televisión tituladas The Last Shout en 1996. La creadora Jennifer Saunders revivió el programa para una cuarta temporada en 2001, después de escribir y enviar un piloto titulada Mirrorball, el cual reunió a casi todo el elenco original en nuevos personajes. El piloto estaba destinado a convertirse en una serie de episodios. Sin embargo, Saunders sintió que los personajes eran demasiado ricos e interesantes de dejar de lado, y era mucho más adecuadas para sus nuevas ideas. En lugar de Mirrorball, una nueva temporada de Absolutely Fabulous fue propuesta a BBC, el cual se encargaron de la cuarta temporada en 2001. De 2001 a 2004, dos temporadas completas fueron producidas, junto con tres de una hora en modo de especial; Gay (retitulada y publicada como Absolutely Fabulous en Nueva York para Estados Unidos) en 2002, Cold Turkey, un especial navideño en 2003, y White Box (otra final de temporada), el cual fue emitido en 2004. Un bosquejo Comic Relief fue emitido en 2005. 
En agosto de 2011, Lumley confirmó que planeó la grabación de tres nuevos episodios. En 2011, los planes para un regreso en celebración a los 20 años de la serie fue iniciada en el Guardian, quienes aplaudieron el programa como "profético".
El primer nuevo especial fue emitido el 25 de diciembre con el segundo episodio el 1 de enero de 2012. El tercero, y final del especial coincidió con los Juegos Olímpicos de Londres, con Stella McCartney realizando un papel de cameo. Una versión cinematográfica es planeado.
En Estados Unidos, la primera de los tres nuevos especiales de aniversario fueron emitidos en enero de 2012 tanto para BBC America y Logo Channel. Ambos canales también coprodujeron los episodios de aniversario, aunque Logo ha eliminado algunas escenas de su programación. BBC America los emitió en totalidad. Ambos canales emitieron el episodio en bloque de 40 minutos de duración para permitir la emisión de comerciales.
Absolutely Fabulous está clasificado como el mejor programa de televisión británica realizado por British Film Institute, posicionándose en la posición #17. Una escena del programa fue incluida en el programa 100 Greatest TV Moments emitido por Channel 4. En 1997, el episodio piloto, "Fashion", fue clasificado #47 en la lista 100 Greatest Episodes of All-Time de TV Guide. En 2004 y 2007, la serie fue clasificada #24 y #29 en la lista Top Cult Shows de TV Guide.

## Elenco y personajes

### Principales
| Actor             | Personaje                            | Duración           |
| ----------------- | ------------------------------------ | ------------------ |
| Jennifer Saunders | Edina Monsoon                        | 1992–2005, 2011–12 |
| Joanna Lumley     | Patsy Stone                          | 1992–2005, 2011–12 |
| Julia Sawalha     | Saffron Monsoon                      | 1992–2005, 2011–12 |
| June Whitfield    | Mother                               | 1992–2005, 2011–12 |
| Jane Horrocks     | Bubble, Katy Grin, Lola, Radio voice | 1992–2005, 2011–12 |

### Recurrentes
| Actor               | Personaje                | Duración        |
| ------------------- | ------------------------ | --------------- |
| Christopher Ryan    | Marshall Turtle          | 1992–2005, 2012 |
| Mo Gaffney          | Bo Turtle (née Crysalis) | 1992–2005, 2012 |
| Naoko Mori          | Sarah                    | 1992–2003, 2011 |
| Christopher Malcolm | Justin                   | 1992–2003, 2011 |
| Helen Lederer       | Catriona                 | 1992–2003, 2012 |
| Harriet Thorpe      | Fleur                    | 1992–2003, 2012 |
| Gary Beadle         | Oliver                   | 1992–1996       |
| Kathy Burke         | Magda                    | 1992–1996       |
| Celia Imrie         | Claudia Bing             | 1995–2001       |
| Eleanor Bron        | Patsy's Mother           | 1992–2003       |
| Kate O'Mara         | Jackie Stone             | 1995–2003       |

## Episodios
Absolutely Fabulous fue emitido por primera vez el 12 de noviembre de 1992 y se mantuvo por tres temporadas, hasta el 4 de mayo de 1995, cuando el sexto episodio de la tercera temporada fue anunciado como el último episodio. Sin embargo, el siguiente año en noviembre de 1996, dos especiales llamados "The Last Shout" fue emitido y fueron anunciados como los últimos episodios. Ambos episodios destacaron frencuencias con destellos en el futuro. Sin embargo, después de escribir Mirrorball, Jennifer Saunders decidió que tenía más ideas, que llevaron a una cuarta temporada, el cual fue estrenado el 31 de agosto de 2001. Una quinta temporada y tres especiales dieron continuación, el último de los cuales se emitió el 25 de diciembre de 2004. Esto fue seguido por un corto especial de Comic Relief en marzo de 2005. En julio de 2005, Saunders anunció que no escribiría o interpretaría a Edina de nueva, declarando: "El 06 a.m. llama a ir a maquillaje y todo el trabajo de promoción que desgastarse. Me gustaría escribir y directo que sería mi alegría". Sin embargo, en noviembre de 2010, Lumley reveló a la revista Playbill que ella había hablado recientemente a Saunders sobre la posibilidad de filmar una nueva serie. Lumley y Saunders se reunieron para el anuncio navideño de Marks & Spencer en 2009, junto a otras estrellas tales como Twiggy y Stephen Fry.
El 29 de agosto de 2011, fue anunciado que se estaba haciendo una nueva serie de tres programas para celebrar el aniversario n.º 20 de la producción original. La primera de estas, "Identity", fue presentada el Día de Navidad de 2011 y el segundo, "Job", fue presentada el Día de Año Nuevo de 2012. El último, titulado "Olympics", fue emitido el 23 de julio de 2012. Los episodios fueron coproducidos en conjunto por Logo, y BBC en Estados Unidos.
El 3 de enero de 2012, tras el éxito de 20th Anniversary Specials, se rumoreó que Saunders estaba lista para escribir otro especial navideño para 2012. BBC rumoreó también que la insistó a escribir una sexta temporada para 2013. Saunders negó los reportes de episodios adicionales en su cuenta de Twitter.

## Invitados especiales
Varias celebridades, principalmente Británicos y Americanos, aparecieron en la serie, la mayoría de ellos como ellos mismos.
- Sylvia Anderson
- Christopher Biggins
- Crispin Bonham Carter
- Helena Bonham Carter
- Jo Brand
- Fern Britton
- Simon Brodkin
- Emma Bunton
- Naomi Campbell
- Linford Christie
- Nicky Clarke
- Terence Conran
- Richard Curtis
- Daniela Denby-Ashe
- Marcella Detroit
- Sacha Distel
- Minnie Driver
- Lindsay Duncan
- Adrian Edmondson
- Britt Ekland
- Idris Elba
- Marianne Faithfull
- Jesse Tyler Ferguson
- Dawn French
- Mariella Frostrup
- Stephen Gately
- Jean-Paul Gaultier
- Whoopi Goldberg
- Sofie Gråbøl
- Richard E Grant
- Germaine Greer
- Tanni Grey-Thompson
- Debbie Harry
- Miranda Hart
- David Haye
- Tom Hollander
- Kelly Holmes
- Colin Jackson
- Elton John
- Mark Kermode
- La Roux
- Christian Lacroix
- Nathan Lane
- Leigh Lawson
- Robert Lindsay
- Lulu
- Stella McCartney
- Suzy Menkes
- Laurie Metcalf
- Kate Moss
- Graham Norton
- Erin O'Connor
- Bruce Oldfield
- Kate O'Mara
- Anita Pallenberg
- Suzi Quatro
- Zandra Rhodes
- Mandy Rice-Davies
- Richard and Judy
- Miranda Richardson
- Kristin Scott Thomas
- Meera Syal
- Twiggy
- Rufus Wainwright
- Kirsty Wark
- Ruby Wax
- Dale Winton
- Katy Wix
- Clarissa Dickson Wright

## Tema principal
La canción principal de Absolutely Fabulous es «This Wheel's on Fire», escrita por Bob Dylan y Rick Danko e interpretada por Julie Driscoll y el esposo de Saunders Adrian Edmondson. La canción fue también interpretada por Marianne Faithfull y P. P. Arnold para el especial "Last Shout" en 1996. Hermine Demoriane cantó una versión en la canción central en los créditos finales del episodio "Paris".[cita requerida] Al final del episodio "Birthday", Edina y Patsy cantan juntas la canción usando una máquina de karaoke. Más recientemente, ha sido cantada por Debbie Harry, quien también apareció en el especial navideño "Gay" en 2002. Para la cuarta temporada, una línea cantada por David Bowie, "Ziggy played guitar", de la canción «Ziggy Stardust» interpretada al finalizar cada episodio.
Debido a cuestiones de derechos de autor, la canción no se encuentra en muchos de los regionales DVD de Estados Unidos, siendo reemplazada por una versión instrumental de la canción- También escindió del lanzamiento DVD en Estados Unidos es la canción de "Chicago" interpretada por Horrocks, Gaffney, y Ryan, durante una secuencia de sueños en el episodio "Birthin" de la temporada cinco.
Adicionalmente, en el tema oficial, en 1994, Pet Shop Boys grabó una canción para Comic Relief usando extractos del diálogo de la serie puesto a la música de baile. El sencillo no fue un lanzamiento oficial de Pet Shop Boys. Alcanzó la posición n.º 6 en UK Singles Chart en julio de 1994. El vídeo musical incluyó clips del programa y especialmente grabó imágenes de los Pet Shop Boys con Patsy y Edina.

## Emisión en otros países
En Estados Unidos, Absolutely Fabulous ha sido transmitido en Comedy Central, algunas estaciones de televisión pública, pero no como parte de las ofertas de programas de PBS, BBC America, Oxygen Network , y a partir de 2011, en Logo, un canal orientado a la comunidad LGBT. En Canadá, el programa ha aparecido en BBC Canada, CBC, y The Comedy Network. En Australia, toda la serie fue originalmente presentada en ABC, y por cable en BBC UKTV, y trasladado a The Comedy Channel en 2007. Las repeticiones de las primeras tres temporadas también fueron presentadas en el canal Seven Network. ABC continua mostrándolo ocasionalmente y muestra los especiales navideños y en ocasiones, repite episodios de la quinta temporada. ABC2 también muestra repeticiones del programa. En Nueva Zelanda todas las cinco temporadas fueron emitidias en TVNZ. En India, todas las cinco temporadas, incluyendo los especiales, han sido presentados en BBC Entertainment.
En Portugal, Ab Fab ha sido presentado en RTP2, y en Irlanda, la serie fue emitida en RTÉ2 hasta su última temporada. En Serbia, la primera temporada fue emitida en 1998, a través de un canal de televisión local. En 2004 la serie fue emitida en su totalidad en B92, mientras que en República Checa todos los episodios fueron presentados. En la actual Macedonia del Norte, todos los episodios fueron presentados un par de veces en Sitel. En los Países Bajos y Flandes, la serie es popular, aun siendo retransmitido con regularidad en VPRO y Canvas, respectivamente. En Suecia, todos los episodios fueron emitidos por primera vez en SVT, pero las repeticiones aparecieron más tarde en otros canales. En Alemania, fue emitido por el canal franco-alemán Arte y el canal orientado a la comunidad LGBT TIMM. En Francia, fue exitosamente estrenado en el canal de televisión pago Canal+, el canal de cable Jimmy, y es ahora emitido en France 4. En Finlandia, la serie fue emitida en Yle TV1. En Estonia, la serie fue transmitida en ETV. En Brasil, fue emitida en Eurochannel y Multishow a los finales de los 90 y principios del 00's, y a finales de 2010 en GNT. En Polonia, dos temporadas fueron emitidas en Wizja Jeden, más tarde en TVP3, TVN7 y BBC Entertainment. En España, fue emitida en Buzz (canal de televisión), canal privado de suscripción.

## Adaptaciones y programas relacionados
Absolutely Fabulous inspiró una película francesa, llamada Absolument fabuleux, en 2001. Fue escrita y dirigida por Gabriel Aghion, y protagonizada por Josiane Balasko como Eddy y Nathalie Baye as Patsy. Saunders tiene un pequeño cameo junto a Catherine Deneuve como espectadores de un programa de moda. A Amanda Lear se le pidió que interpretara la parte de Patsy pero se negó riendo, diciendo que ella "ya lo había vivido".[cita requerida]
Una propuesta sobre un remake americano que habrían protagonizado Carrie Fisher y Barbara Carrera fue puesto en marcha por Roseanne Barr pero nunca se completó. Sin embargo, Barr hizo incorporar varios elementos del programa en la temporada final de su espectáculo homónimo Roseanne, en el cual su personaje gana la lotería: Saunders y Lumley retomaron sus personajes Edina y Patsy, y Mo Gaffney también apareció en el episodio, pero no como su personaje Bo.
Fue anunciado el 7 de octubre de 2008 que la versión americana de la serie estaba en proceso. La serie iba a ser trasladada a Los Ángeles. El escritor de Saturday Night Live Christine Zanders trabajo en el nuevo guion y habría sido productora ejecutiva junto a Saunders y Ian Moffitt de BBC Worldwide. Sony Pictures Television, BBC Worldwide, y el independiente Tantamount estaban produciendo la nueva serie para FOX, que dio luz verde al piloto como una posible entrada de otoño de 2009 con Kathryn Hahn como Eddy y Kristen Johnston como Patsy. En mayo de 2009, Fox decidió no lanzar una serie completa.
El escenario para la cocina en Ab Fab es ahora usada como escenario para la tienda en la comedia británica Miranda. Miranda Hart, creadora del programa, ha aparecido anteriormente en Absolutely Fabulous.

### Mirrorball
Mirrorball fue un piloto puesto en la escena teatral en Londres, protagonizado por el elenco de Absolutely Fabulous como personajes alternativos. Mientras escribía y filmaba el programa, Saunders se inspiró para revivir Absolutely Fabulous para una cuarta temporada, el cual resultó en su abandonado Mirrorball. Fue en algún momento emitido como un especial de televisión, y es incluido como un material especial en el DVD de la cuarta temporada.